# Jaera (Jaera) nordica
Jaera (Jaera) nordica là một loài chân đều trong họ Janiridae. Loài này được Lemercier miêu tả khoa học năm 1958.